# Llengua de signes iraquiana
La llengua de signes iraquiana (àrab: لغة الإشارة العراقية, luḡat al-ixāra al-ʿirāqiyya) és la llengua de signes pròpia de l'Iraq.
Pertany a la família de llengües de signes aràbiga. Està estretament emparentada amb la llengua de signes àrabiga llevantina, que és comuna als països del Líban, Palestina, Síria i Jordània. Concretament, un estudi sobre la llengua de signes jordana va concloure que tenia una coincidència lèxica del 50 % amb la iraquiana.
Mancada de reconeixement oficial, el Comitè sobre els Drets de les Persones amb Discapacitat de les Nacions Unides va instar l'Estat iraquià a dotar-li'n. Disposa de dos diccionaris, creats el 2001 i el 2008 pel Ministeri del Treball i els Afers Socials de l'Iraq.
L'ensenyen almenys set escoles o associacions de sords a la capital, Bagdad, i a 5 ciutats més.
Segons un report del 2022, la llengua de signes iraquiana rep influències de la llengua de signes internacional i d'altres d'estrangeres, alhora que influencia la llengua de signes kurda, per exposició a les xarxes socials. També es creu que alguns parlants de la llengua de signes kurda són capaços d'emprar la iraquiana, així que aquesta té certa presència al Kurdistan Iraquià.
Com que la Lliga Àrab ha establert un pla per a la unificació de les llengües de signes del món àrab, la llengua de signes iraquiana corre el perill de ser substituïda per una nova llengua de signes àrab. A més, per la falta de recursos per a l'aprenentatge d'aquest idioma, no té assegurada la transmissió intergeneracional.